# Formel-2-Europameisterschaft 1984
Die Formel-2-Europameisterschaft 1984 war die 18. und letzte Saison dieser 1967 etablierten Motorsportserie. Die Meisterschaft umfasste elf Rennen, die in Deutschland, Frankreich, Großbritannien und Italien abgehalten wurden. Der Meistertitel ging an Mike Thackwell, den Vizemeister des Vorjahres, der 1984 sieben Rennen gewann. Mit zwei Ausnahmen gingen alle Siege an Thackwells Team Ralt, das die Meisterschaft dominierte. Im darauf folgenden Jahr wurde die Serie durch die internationale Formel-3000-Meisterschaft abgelöst.

## Überblick

### Reglement
Im Vergleich zum Vorjahr gab es keine Änderungen im Reglement. Seit 1972 waren Saugmotoren mit einem Hubraum von maximal 2,0 Litern zugelassen, die seit 1976 nicht mehr auf Serientriebwerken beruhen mussten. Analog zum Regelwerk der Formel 1, waren Unterböden, die auf die Erzielung eines Ground Effects ausgelegt waren, inzwischen verboten; die Bodenfreiheit musste seit 1983 mindestens 4 cm betragen.

### Teams
Im Hinblick auf das absehbare Ende der Rennserie war die Zahl der beteiligten Teams im Vergleich zum Vorjahr deutlich zurückgegangen.
Mit AGS, Merzario, Minardi und Ralt traten 1984 noch vier Werksteams an, hinzu kam Onyx, das Werksunterstützung von March erhielt, sowie Oreca als Quasi-Werksteam von Martini. Sie traten jeweils mit selbst konstruierten Autos an. Das Team von Arturo Merzario zog sich nach der ersten Saisonhälfte zurück und wandte sich der Formel 3 zu. Das in den vergangenen Jahren erfolgreiche deutsche Team Maurer Motorsport trat gar nicht mehr an; nachdem der Teamchef Willy Maurer Versuche, sich in der Formel 1 zu etablieren, bereits im Anfangsstadium wieder aufgegeben hatte, war der Rennstall Ende 1983 aufgelöst worden. Zu diesen Werksteams kamen diverse private Teams, die überwiegend ältere Kundenfahrzeuge von March einsetzten und sich mit Ausnahme von BS Automotive und Emco Sports nur zu einzelnen, ausgewählten Rennen meldeten. Von Beginn an hatten nur die Werksteams eine realistische Chance auf den Gewinn der Meisterschaft.

### Motoren

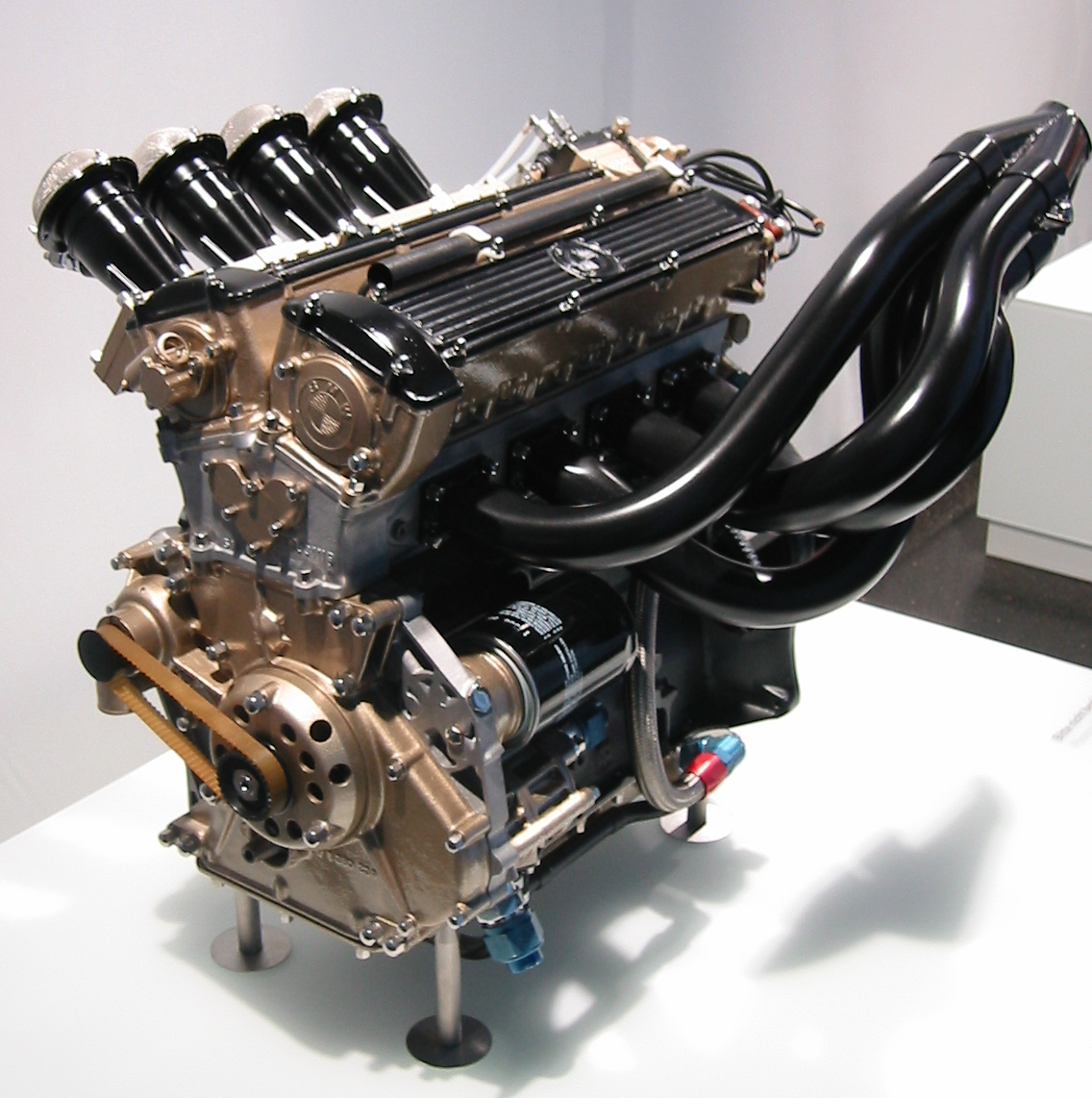
BMW-M12-Motor für die Formel 2

Ralt setzte exklusiv einen Motor von Honda ein, dessen Entwicklung und Wartung werksunterstützt war. Alle anderen Teams verwendeten BMW-Vierzylindermotoren. Mit Ablauf der Saison 1983 hatte BMW die werksseitige Wartung der Formel-2-Motoren eingestellt; sie wurden auch nicht mehr weiterentwickelt. Die Vorbereitung und Wartung der Motoren oblag daher 1984 freien Tunern, von denen das Schweizer Unternehmen Heini Mader Racing Components den ganz überwiegenden Teil der im Umlauf befindlichen Motoren betreute. Nur einzelne Motoren wurden in Liechtenstein von Max Heidegger betreut. Um die Kosten für die Teams und die Fahrer zu senken, aber auch aus Kapazitätsgründen hatte Mader die Wartungsintervalle für die BMW-Motoren verlängert. Damit verbunden waren u. a. Vorgaben für eine Reduzierung der Motordrehzahl, um die Haltbarkeit zu erhöhen. In der Praxis hielten sich nur wenige Fahrer daran, sodass es im Laufe der Saison zu zahlreichen Motorschäden kam. Allein bei Onyx traten 1984 neun Defekte auf.

## Teams und Fahrer
| Team                         | Chassis        | Motor         | Nr. | Fahrer               | Rennen     |
| ---------------------------- | -------------- | ------------- | --- | -------------------- | ---------- |
| Ralt Racing Ltd.             | Ralt RH6       | Honda         |     |                      |            |
| Ralt Racing Ltd.             | Ralt RH6       | Honda         | 1   | Mike Thackwell       | 1–11       |
| Ralt Racing Ltd.             | Ralt RH6       | Honda         | 2   | Roberto Moreno       | 1–11       |
| Onyx Race Engineering        | March 842      | BMW-Mader     |     |                      |            |
| Onyx Race Engineering        | March 842      | BMW-Mader     | 3   | Thierry Tassin       | 1–8, 10–11 |
| Onyx Race Engineering        | March 842      | BMW-Mader     | 3   | Beppe Gabbiani       | 9          |
| Onyx Race Engineering        | March 842      | BMW-Mader     | 4   | Emanuele Pirro       | 1–11       |
| Onyx Race Engineering        | March 842      | BMW-Mader     | 5   | Pierre Petit         | 1–11       |
| Onyx Race Engineering        | March 842      | BMW-Mader     | 7   | Derek Bell           | 11         |
| AGS Elf                      | AGS JH19C      | BMW-Mader     |     |                      |            |
| AGS Elf                      | AGS JH19C      | BMW-Mader     | 6   | Philippe Streiff     | 1–6, 8–11  |
| AGS Elf                      | AGS JH19       | BMW-Mader     | 21  | Stefano Livio        | 8          |
| Emco Sports                  | Spirit 201B    | BMW-Mader     |     |                      |            |
| Emco Sports                  | Spirit 201B    | BMW-Mader     | 7   | Jo Gartner           | 1–2        |
| Emco Sports                  | Minardi M283   | BMW-Mader     | 8   | Lamberto Leoni       | 1–2        |
| Emco Sports                  | March 842      | BMW-Mader     | 8   | „Pierre Chauvet“     | 6–8, 10–11 |
| Emco Sports                  | Minardi M283   | BMW-Mader     | 11  | „Pierre Chauvet“     | 1–2        |
| Emco Sports                  | Spirit 201B    | BMW-Mader     | 11  | „Pierre Chauvet“     | 4-5        |
| Minardi Team                 | Minardi M283   | BMW-Mader     |     |                      |            |
| Minardi Team                 | Minardi M283   | BMW-Mader     | 9   | Roberto Del Castello | 1–11       |
| Minardi Team                 | Minardi M283   | BMW-Mader     | 10  | Alessandro Nannini   | 1–11       |
| Minardi Team                 | Minardi M283   | BMW-Mader     | 11  | Lamberto Leoni       | 3, 8–10    |
| San Remo Racing              | March 832      | BMW-Heidegger |     |                      |            |
| San Remo Racing              | March 832      | BMW-Heidegger | 15  | Guido Daccò          | 1–11       |
| Oreca                        | Martini 001    | BMW-Mader     | 17  | Michel Ferté         | 1–11       |
| Oreca                        | Martini 002    | BMW-Mader     | 18  | Didier Theys         | 1–5, 8, 10 |
| Oreca                        | Martini 002    | BMW-Mader     | 18  | Alain Ferté          | 6          |
| Oreca                        | Martini 002    | BMW-Mader     | 34  | Hans-Peter Pandur    | 7          |
| Swiss Automobile Racing Club | March 832      | BMW-Mader     | 19  | Rolf Biland          | 1–2        |
| Swiss Automobile Racing Club | March 832      | BMW-Mader     | 19  | Roland Minder        | 3–5, 11    |
| Swiss Automobile Racing Club | March 832      | BMW-Mader     | 20  | Beat Jans            | 1–2        |
| Team Merzario                | Merzario M84   | BMW-Mader     | 21  | Stefano Livio        | 1–6        |
| Team Merzario                | Merzario M84   | BMW-Mader     | 22  | Aldo Bertuzzi        | 1–3        |
| Team Merzario                | Merzario M84   | BMW-Mader     | 22  | Max Busslinger       | 6          |
| Team JPC                     | AGS JH19       | BMW-Mader     | 24  | Hans-Peter Pandur    | 2          |
| Manfred Anspann              | Maurer MM83    | BMW           | 30  | Manfred Anspann      | 2          |
| Marcel Tarrès                | Martini Mk. 43 | BMW-Mader     | 30  | Marcel Tarrès        | 6          |
| Pedrazza Motorsport          | March 802      | BMW           | 31  | Gino Bollinger       | 7          |
| Pedrazza Motorsport          | March 812      | BMW           | 32  | Walter Pedrazza      | 2, 7       |
| BS Fabrications              | March 842      | BMW-Mader     | 33  | Pascal Fabre         | 1–7        |
| BS Fabrications              | March 842      | BMW-Mader     | 44  | Tomas Kaiser         | 1–5, 8–11  |
| BS Fabrications              | March 842      | BMW-Mader     | 44  | Beat Jans            | 6-7        |
| BS Fabrications              | March 842      | BMW-Mader     | 66  | Christian Danner     | 1–11       |
| Sachs Sporting               | March 842      | BMW-Mader     | 34  | Udo Wagenhäuser      | 7          |

## Rennkalender
1984 fanden elf Formel-2-Rennen statt: je vier in Großbritannien und Italien, zwei in Deutschland und eines in Frankreich. Alle hatten Meisterschaftsstatus. Anders als in früheren Jahren, wurden 1984 keine weiteren Rennen ohne Meisterschaftsstatus ausgetragen.
| Nr. | Datum         | Rennen (Strecke)                                                               | Distanz (km) | Sieger                       | Zweiter                          | Dritter                          | Pole- Position                   | Schnellste Rennrunde  | Gesamtführender Fahrer |
| --- | ------------- | ------------------------------------------------------------------------------ | ------------ | ---------------------------- | -------------------------------- | -------------------------------- | -------------------------------- | --------------------- | ---------------------- |
| 01  | 1. April      | BRDC International Trophy (Silverstone)                                        | 221,746      | Mike Thackwell (Ralt)        | Roberto Moreno (Ralt)            | Michel Ferté (Oreca)             | Roberto Moreno (Ralt)            | Mike Thackwell (Ralt) | Mike Thackwell (Ralt)  |
| 02  | 8. April      | Deutschland-Trophäe (Jim Clark Gedächtnisrennen) (Hockenheim)                  | 203,7        | Roberto Moreno (Ralt)        | Mike Thackwell (Ralt)            | Michel Ferté (Oreca)             | Roberto Moreno (Ralt)            | Michel Ferté (Oreca)  | Mike Thackwell (Ralt)  |
| 03  | 23. April     | British Automobile Drivers Club „200“ (Jochen Rindt Memorial Trophy) (Andover) | 208,56       | Mike Thackwell (Ralt)        | Christian Danner (BS Automotive) | Philippe Streiff (AGS)           | Mike Thackwell (Ralt)            | Mike Thackwell (Ralt) | Mike Thackwell (Ralt)  |
| 04  | 13. Mai       | Gran Premio di Roma (Vallelunga)                                               | 208          | Mike Thackwell (Ralt)        | Roberto Moreno (Ralt)            | Christian Danner (BS Automotive) | Mike Thackwell (Ralt)            | Mike Thackwell (Ralt) | Mike Thackwell (Ralt)  |
| 05  | 19. Mai       | Gran Premio del Mugello (Mugello)                                              | 220,290      | Mike Thackwell (Ralt)        | Michel Ferté (Oreca)             | Christian Danner (BS Automotive) | Christian Danner (BS Automotive) | Mike Thackwell (Ralt) | Mike Thackwell (Ralt)  |
| 06  | 11. Juni      | Grand Prix de Pau (Pau)                                                        | 220,290      | Mike Thackwell (Ralt)        | Philippe Streiff (AGS)           | Roberto Moreno (Ralt)            | Mike Thackwell (Ralt)            | Mike Thackwell (Ralt) | Mike Thackwell (Ralt)  |
| 07  | 24. Juni      | Rhein-Pokalrennen (Hockenheim)                                                 | 205,10       | Pascal Fabre (BS Automotive) | Thierry Tassin (Onyx)            | Michel Ferté (Oreca)             | Mike Thackwell (Ralt)            | Mike Thackwell (Ralt) | Mike Thackwell (Ralt)  |
| 08  | 22. Juli      | Gran Premio dell’Adriatico (Misano)                                            | 205,10       | Mike Thackwell (Ralt)        | Philippe Streiff (AGS)           | Pierre Petit (Onyx)              | Roberto Moreno (Ralt)            | Roberto Moreno (Ralt) | Mike Thackwell (Ralt)  |
| 09  | 29. Juli      | Gran Premio del Mediterraneo (Enna-Pergusa)                                    | 222,750      | Mike Thackwell (Ralt)        | Roberto Moreno (Ralt)            | Alessandro Nannini (Minardi)     | Mike Thackwell (Ralt)            | Mike Thackwell (Ralt) | Mike Thackwell (Ralt)  |
| 010 | 27. August    | Donington „50.000“ (Donington)                                                 | 220,5        | Roberto Moreno (Ralt)        | Emanuele Pirro (Onyx)            | Christian Danner (BS Automotive) | Mike Thackwell (Ralt)            | Mike Thackwell (Ralt) | Mike Thackwell (Ralt)  |
| 011 | 23. September | Daily Mail Trophy (Brands Hatch)                                               | 220,5        | Philippe Streiff (AGS)       | Michel Ferté (Oreca)             | Roberto Moreno (Ralt)            | Roberto Moreno (Ralt)            | Roberto Moreno (Ralt) | Mike Thackwell (Ralt)  |

## Rennberichte

### International Trophy
| Platz | Fahrer         | Team  | Zeit       |
| ----- | -------------- | ----- | ---------- |
| 1     | Mike Thackwell | Ralt  | 1:01:04,11 |
| 2     | Roberto Moreno | Ralt  | 1:01:38,25 |
| 3     | Michel Ferté   | Oreca | + 1 Runde  |
| PP    | Roberto Moreno | Ralt  | 1:14,82    |
| SR    | Mike Thackwell | Ralt  | 1:16,00    |

Die 36. Marlboro Daily Express International Trophy war das Auftaktrennen der letzten Formel-2-Saison. Sie fand am 1. April auf dem Silverstone Circuit statt. Das Rennen ging über 47 Runden zu je 4,718 km und hatte eine Gesamtdistanz von 221,46 km. Zum Rennen meldeten sich neun Teams mit 22 Fahrern. Der Argentinier Enrique Mansilla, der als vierter Fahrer des Teams BS Fabrications gemeldet war, erschien zum Rennen nicht, sodass letztlich 21 Fahrer an den Start gingen. Die Poleposition fuhr Roberto Moreno (Ralt-Werksteam) heraus. Das Rennen gewann Mike Thackwell mit einem Vorsprung von 34 Sekunden auf seinen Teamkollegen Moreno, der Rang zwei belegte, und den eine Runde zurückliegenden Michel Ferté, der einen werksunterstützten Martini 001 des französischen Oreca-Teams fuhr.

### Deutschland-Trophäe
| Platz | Fahrer         | Team  | Zeit       |
| ----- | -------------- | ----- | ---------- |
| 1     | Roberto Moreno | Ralt  | 1:01:43,63 |
| 2     | Mike Thackwell | Ralt  | 1:01:44,16 |
| 3     | Michel Ferté   | Oreca | 1:02:16,49 |
| PP    | Michel Ferté   | Oreca | 2:00,19    |
| SR    | Mike Thackwell | Ralt  | 2:01,21    |

Die 18. Deutschland-Trophäe, für die auch die Nebenbezeichnung Jim-Clark-Gedächtnisrennen verwendet wurde, fand am 8. April auf dem Hockenheimring statt. Das Rennen ging über 30 Runden zu je 6,790 km und hatte eine Gesamtdistanz von 203,7 km. Neben den Werks- und den etablierten Privatteams meldeten sich Walter Pedrazza und Manfred Anspann zu dem Rennen. Beide setzten ältere Kundenwagen ein und scheiterten an der Qualifikation. Die Poleposition fuhr Michel Ferté (Oreca) heraus. Das Rennen gewann Roberto Moreno (Ralt) vor seinem Teamkollegen Mike Thackwell.

### B.A.R.C. „200“
| Platz | Fahrer           | Team            | Zeit       |
| ----- | ---------------- | --------------- | ---------- |
| 1     | Mike Thackwell   | Ralt            | 1:03:11,78 |
| 2     | Christian Danner | BS Fabrications | 1:03:33,05 |
| 3     | Philippe Streiff | AGS             | 1:04:22,51 |
| PP    | Mike Thackwell   | Ralt            | 1:05,68    |
| SR    | Mike Thackwell   | Ralt            | 1:07,38    |

Das XIII. B.A.R.C. „200“(200-Kilometer-Rennen des British Automobile Racing Club), das auch die Bezeichnung Jochen-Rindt-Gedächtnisrennen trug, fand am 23. April auf dem Thruxton Circuit in Andover statt. Es ging über 55 Runden zu je 3,792 km und hatte eine Gesamtdistanz von 208,56 km. Insgesamt gingen acht Teams mit 17 Fahrern an den Start. Mike Thackwell (Ralt) dominierte das Rennen. Der fuhr die Poloposition heraus, fuhr die schnellste Runde und gewann das Rennen mit einem Vorsprung von 22 Sekunden auf Christian Danner im Kunden-March des BS-Fabrications-Teams. Tackwells Teamkollege Roberto Moreno, der Zweitplatzierte der Fahrerwertung, fiel nach 43 Runden infolge eines Aufhängungsschadens aus.

### Gran Premio di Roma
| Platz | Fahrer           | Team            | Zeit       |
| ----- | ---------------- | --------------- | ---------- |
| 1     | Mike Thackwell   | Ralt            | 1:15:59,41 |
| 2     | Roberto Moreno   | Ralt            | 1:16:17,87 |
| 3     | Christian Danner | BS Fabrications | 1:16:37,94 |
| PP    | Mike Thackwell   | Ralt            | 1:05,69    |
| SR    | Mike Thackwell   | Ralt            | 1:07,38    |

Der 36. Gran Premio di Roma fand am 13. Mai auf dem Autodromo Vallelunga statt. Er ging über 65 Runden zu je 3,2 km und hatte eine Gesamtdistanz von 208 km. Zum Rennen traten 10 Teams mit insgesamt 17 Fahrern an. Sieben weitere Fahrer, die anfänglich gemeldet worden waren, erschienen nicht. Wiederum war Mike Thackwell der dominierende Fahrer. Er belegte die Poleposition, fuhr die schnellste Runde und gewann das Rennen. 12 Fahrer kamen ins Ziel, wobei Thackwell am Ende mit Ausnahme des Zweit- und Drittplatzierten jeden anderen Fahrer mindestens einmal überrundet hatte.

### Gran Premio del Mugello
| Platz | Fahrer           | Team            | Zeit       |
| ----- | ---------------- | --------------- | ---------- |
| 1     | Mike Thackwell   | Ralt            | 1:13:38,89 |
| 2     | Michel Ferté     | Oreca           | 1:14:58,89 |
| 3     | Christian Danner | BS Fabrications | 1:15:00,93 |
| PP    | Christian Danner | BS Fabrications | 1:39,45    |
| SR    | Mike Thackwell   | Ralt            | 1:43,92    |

Der 11. Gran Premio del Mugello fand am 19. Mai auf dem Autodromo Internazionale del Mugello statt. Er ging über 45 Runden zu je 5,245 km und hatte eine Gesamtdistanz von 220,290 km. Das Starterfeld entsprach dem des vorangegangenen Rennens. Wiederum nahmen nur 17 Fahrer an der Veranstaltung teil. Die Poleposition fuhr Christian Danner in dem Kunden-March des BS-Fabrications-Teams heraus. Das Rennen gewann Mike Thackwell (Ralt) vor Michel Ferté im Martini des Oreca-Teams. Thackwells Vorsprung auf Ferté betrug nahezu eineinhalb Minuten. Dritter wurde Danner, der zwei Sekunden hinter Ferté ins Ziel kam.

### Grand Prix de Pau
| Platz | Fahrer           | Team  | Zeit       |
| ----- | ---------------- | ----- | ---------- |
| 1     | Mike Thackwell   | Ralt  | 1:29:39,73 |
| 2     | Philippe Streiff | AGS   | 1:30:20,59 |
| 3     | Roberto Moreno   | Oreca | 1:30:23,45 |
| PP    | Mike Thackwell   | Ralt  | 1:10,51    |
| SR    | Mike Thackwell   | Ralt  | 1:12,65    |

Der 44. Grand Prix Automobile de Pau war das einzige Formel-2-Rennen der Saison, das in Frankreich stattfand. Er wurde am 11. Juli auf dem Straßenkurs von Pau ausgetragen. Das Rennen ging über 73 Runden zu je 2,834 km und hatte eine Gesamtdistanz von 206,882 km. Es war das längste Rennen der Saison. Der Sieger kam erst nach eineinhalb Stunden ins Ziel. 
 Gemeldet waren zehn Teams mit 18 Fahrern. Das französische Oreca-Team ersetzte für dieses Rennen seinen belgischen Stammfahrer Didier Theys durch den Franzosen Alain Ferté, der in Pau neben seinem Bruder Michel für Oreca fuhr. Das italienische Team Merzario trat hier zum letzten Mal bei einem Formel-2-Rennen an; in der Woche nach dem Pau-Grand-Prix stellte Merzario den Betrieb zunächst ein. Zusätzlich meldete sich Marcel Tarrès mit einem älteren Martini.
 Poleposition, schnellste Rennrunde und Sieg gingen an Mike Thackwell (Ralt). Philippe Streiff (AGS) kam vor Thackwells Teamkollegen Roberto Moreno als Zweiter ins Ziel. Mit Alain Ferté (Fünfter) und Pierre Petit (Onyx; Sechster) kamen zwei weitere Franzosen in die Punkteränge.

### Rhein-Pokalrennen
| Platz | Fahrer         | Team            | Zeit       |
| ----- | -------------- | --------------- | ---------- |
| 1     | Pascal Fabre   | BS Fabrications | 1:02:20,2  |
| 2     | Thierry Tassin | Onyx            | 1:02:27,14 |
| 3     | Michel Ferté   | Oreca           | 1:02:28,63 |
| PP    | Mike Thackwell | Ralt            | 2:00,33    |
| SR    | Mike Thackwell | Ralt            | 2:01,73    |

Das 23. Rhein-Pokalrennen fand am 24. Juni auf dem Hockenheimring statt; es war das zweite Formel-2-Rennen, das in diesem Jahr auf dem kurpfälzischen Kurs ausgetragen wurde. Es ging über 30 Runden zu je 6,837 km und hatte eine Gesamtdistanz von 205,10 km.
 Zum Rennen meldeten sich zehn Teams mit 18 Fahrern. Das Team Merzario war nicht mehr am Start, und Minardi erschien nur mit zwei statt wie bisher mit drei Autos. Bei Oreca fuhr Hans-Peter Pandur anstelle von Didier Theys. Zu diesem Rennen erschien das österreichische Team Pedrazza Motorsport, das zwei alte March-Rennwagen für den Teamchef Walter Pedrazza und den Schweizer Rennfahrer Gino Bollinger meldete. Jochen Dauer meldete einen drei Jahre alten March an, ging aber letztlich nicht an den Start.
Das Rhein-Pokalrennen war der einzige Meisterschaftslauf des Jahres, in dem nicht wenigstens ein Ralt-Fahrer einen Podiumsplatz belegte. Mike Thackwell startete zwar wiederum von der Poleposition und fuhr auch die schnellste Rennrunde. Am Ende kam er allerdings aufgrund technischer Probleme nur auf Rang neun ins Ziel. Der Sieg ging an Pascal Fabre, der einen Kunden-March für das Team BS Fabrications fuhr. Zweiter wurde Thierry Tassin auf einem werksunterstützten March 842 des Onyx-Teams, dritter wurde Michel Ferté (Oreca).

### Gran Premio dell’Adriatico
| Platz | Fahrer           | Team | Zeit       |
| ----- | ---------------- | ---- | ---------- |
| 1     | Mike Thackwell   | Ralt | 1:08:15,71 |
| 2     | Philippe Streiff | AGS  | +1 Runde   |
| 3     | Pierre Petit     | Onyx | + 1 Runde  |
| PP    | Roberto Moreno   | Ralt | 1:08,72    |
| SR    | Roberto Moreno   | Ralt | 1:08,50    |

Der 8. Gran Premio dell’Adriatico fand am 22. Juli auf dem Autodromo Santamonica in der italienischen Gemeinde Misano Adriatico statt. Das Rennen ging über 58 Runden zu je 3,487 km und hatte eine Gesamtdistanz von 202,246 km.
 Zu dem Rennen meldeten sich acht Rennställe mit insgesamt 16 Fahrern. Die Poleposition fuhr Roberto Moreno (Ralt) heraus; er fuhr auch die schnellste Rennrunde. Moreno legte jedoch im Rennen nur 46 Runden zurück, sodass er nicht gewertet wurde. Der Sieg ging erneut an Morenos Teamkollegen Mike Thackwell, der am Ende des Rennens jeden Konkurrenten mindestens einmal überrundet hatte. Philippe Streiff AGS und Pierre Petit (Onyx) belegten die Plätze zwei und drei. Insgesamt kamen elf Fahrer ins Ziel; vier waren zuvor nach Motorendefekten ausgefallen.

### Gran Premio del Mediterraneo
| Platz | Fahrer             | Team    | Zeit       |
| ----- | ------------------ | ------- | ---------- |
| 1     | Mike Thackwell     | Ralt    | 1:08:55,21 |
| 2     | Roberto Moreno     | Ralt    | 1:08:57,71 |
| 3     | Alessandro Nannini | Minardi |            |
| PP    | Mike Thackwell     | Ralt    | 1:29,48    |
| SR    | Mike Thackwell     | Ralt    | 1:30,09    |

Der 23. Gran Premio del Mediterraneo fand am 29. Juli auf dem Autodromo di Pergusa in der sizilianischen Stadt Enna statt. Er ging über 45 Runden zu je 4,950 km und hatte eine Gesamtdistanz von 222,750 km. 
 Zum Rennen meldeten sich acht Teams mit 14 Fahrern. Vor Beginn des Qualifikationstrainings zog allerdings der österreichische Pilot Pierre Chauvet (Emco Sports) seine Meldung mit der Begründung zurück, es sei zu heiß zum Rennenfahren.
 Mike Thackwell (Ralt) dominierte wiederum das Rennen: Er belegte die Poleposition, fuhr die schnellste Runde und gewann das Rennen vor seinem Teamkollegen Roberto Moreno. Michel Ferté (Oreca) und Emanuele Pirro (Onyx) folgen auf den weiteren Plätzen. Nach dem Rennende wurden Nannini und Ferté wegen angeblicher Untergewichtigkeit ihrer Autos disqualifiziert. Auf eine Beschwerde ihrer Teamchefs hin wurde die Disqualifikation später wieder aufgehoben. 
 Nach seinem Sieg in Enna stand Mike Thackwell als neuer Formel-2-Europameister fest.

### Donington „50.000“
| Platz | Fahrer           | Team            | Zeit       |
| ----- | ---------------- | --------------- | ---------- |
| 1     | Roberto Moreno   | Ralt            | 1:16:32,37 |
| 2     | Emanuele Pirro   | Onyx            | 1:16:46,50 |
| 3     | Christian Danner | BS Fabrications | 1:16:47,73 |
| PP    | Mike Thackwell   | Ralt            | 1:01,06    |
| SR    | Mike Thackwell   | Ralt            | 1:04,37    |

Das 6. Donington-„50.000“-Rennen fand am 27. August auf der Strecke in Donington Park statt. Es ging über 70 Runden zu je 3,150 m und hatte eine Gesamtdistanz von 220,5 km. Zum Rennen traten acht Teams mit 15 Fahrern an. Der neue Europameister Mike Thackwell (Ralt) belegte die Poleposition und fuhr die schnellste Runde. Im Rennen kam er auf Platz vier ins Ziel. Sieger war sein Teamkollege Roberto Moreno, der damit als Vizemeister feststand. Emanuele Pirro im werksunterstützten March 842 des Onyx-Teams und Christian Danner im Kunden-March von BS Fabrications belegten die weiteren Podiumsplätze. Pierre Chauvet kam als Sechster ins Ziel; er erzielte mit diesem Ergebnis seinen einzigen Punkt in der Formel-2-Europameisterschaft.

### Daily Mail Trophy
| Platz | Fahrer           | Team  | Zeit       |
| ----- | ---------------- | ----- | ---------- |
| 1     | Philippe Streiff | AGS   | 1:09:11,39 |
| 2     | Michel Ferté     | Oreca | 1:10:21,48 |
| 3     | Roberto Moreno   | Ralt  | 1:10:38,32 |
| PP    | Roberto Moreno   | Ralt  | 1:16,36    |
| SR    | Roberto Moreno   | Ralt  | 1:18,57    |

Die 3. Daily Mail Trophy war das letzte Rennen der Formel-2-Europameisterschaft. Es fand am 23. September auf dem Brands Hatch Circuit in der britischen Grafschaft Kent statt. Es ging über 47 Runden zu je 4,206 km und hatte eine Gesamtdistanz von 210,3 km. 
 Neun Teams mit 15 Fahrern waren gemeldet. Onyx brachte vier Autos an den Start; neben den drei Stammfahrern wurde ein weiteres Auto für den ehemaligen Formel-1-Piloten Derek Bell bereitgestellt. Roberto Moreno (Ralt) fuhr die Poleposition heraus und legte die schnellste Rennrunde zurück. Das Rennen fand bei starkem Regen statt; es wurde witterungsbedingt zweimal unterbrochen. Europameister Mike Thackwell (Ralt) fiel bereits nach sieben Runden aus, auch Guido Daccò (San Remo Racing) und Roberto Del Castello (Minardi) beendeten das Rennen nicht. Alle anderen Fahrer kamen ins Ziel. Das Rennen gewann Philippe Streiff, der für AGS den zweiten Formel-2-Sieg in der Geschichte des Teams einfuhr. Michel Ferté (Oreca) und Roberto Moreno belegten die Plätze zwei und drei.

## Fahrerwertung
Die Punktevergabe richtete sich nach folgendem Schema:
| Platz  | 1 | 2 | 3 | 4 | 5 | 6 |
| Punkte | 9 | 6 | 4 | 3 | 2 | 1 |

Nur die besten neun Ergebnisse wurden gewertet. Danach ergab sich am Saisonende folgende Fahrwertung:
| Pos.            | Fahrer          | Team                         |     |     |     |     |     |     |     |     |     |     |    | Punkte |
| --------------- | --------------- | ---------------------------- | --- | --- | --- | --- | --- | --- | --- | --- | --- | --- | -- | ------ |
| 01              | M. Thackwell    | Ralt                         | 1   | 2   | 1   | 1   | 1   | 1   | 9   | 1   | 1   | 4   | NC | 72     |
| 02              | R. Moreno       | Ralt                         | 2   | 1   | DNF | 2   | DNF | 3   | DNF | NC  | 2   | 1   | 3  | 44     |
| 03              | M. Ferté        | Oreca                        | 3   | 3   | DNF | 4   | 2   | DNF | 3   | DNF | 5   | DNF | 2  | 29     |
| 04              | P. Streiff      | AGS                          | DNF | 5   | 3   | DNF | 11  | 2   | DNF | 2   | DNF | 7   | 1  | 27     |
| 05              | C. Danner       | BS Fabrications              | 7   | 6   | 2   | 3   | 3   | 4   | DNF | 6   | DNF | 3   | 10 | 23     |
| 06              | E. Pirro        | Onyx                         | 6   | 4   | 4   | 11  | 4   | DNF | DNF | DNF | 6   | 2   | 6  | 18     |
| 07              | T. Tassin       | Onyx                         | 4   | 7   | 5   | 10  | 5   | DNF | 2   | 4   |     | 5   | 7  | 18     |
| 08              | P. Fabre        | BS Fabrications              | 5   | DNF | DNF | 5   | 9   | 7   | 1   |     |     |     |    | 13     |
| 09              | P. Petit        | Onyx                         | 11  | DNF | DNF | DNF | 7   | 6   | 5   | 3   | 4   | DNF | 8  | 10     |
| 010             | A. Nannini      | Minardi                      | 9   | DNF | 7   | DNF | DNF | DNF | 4   | DNF | 3   | 10  | 5  | 9      |
| 011             | T. Kaiser       | BS Fabrications              | DNF | 9   | DNF | 7   | DNF |     |     | 8   | 7   | 8   | 4  | 3      |
| 012             | D. Theys        | Oreca                        | 8   | DNF | 6   | 6   | 6   |     |     | 12  |     | DNF |    | 3      |
| 013             | A. Ferté        | Oreca                        |     |     |     |     |     | 5   |     |     |     |     |    | 2      |
| 013             | G. Daccò        | Sanremo Racing               | DNF | 10  | 8   | 10  | 8   | 8   | 11  | 5   | 8   | 9   | NC | 2      |
| 0 15            | P. Chauvet      | Emco Sports                  | DNF | DNF |     | DNF | DNF | DNF | 7   | 9   |     | 6   | 11 | 1      |
| 0 15            | R. Del Castello | Minardi                      | DNF | 8   | 10  | 9   | 12  | DNF | 6   | 7   | DNF | 12  | NC | 1      |
|                 | R. Minder       | Swiss Automobile Racing Club |     |     | 11  | 8   | 10  |     |     |     |     |     | 12 | 0      |
|                 | H.-P. Pandur    | Oreca                        |     | DNF |     |     |     |     | 8   |     |     |     |    | 0      |
|                 | L. Leoni        | Emco Sports                  | DNF | DNF |     |     |     |     |     |     |     |     |    | 0      |
| Minardi         | L. Leoni        |                              |     | 9   |     |     |     |     | 10  | 11  | 9   |     | 0  |        |
|                 | M. Tarrès       | Marcel Tarrès                |     |     |     |     |     | 9   |     |     |     |     |    | 0      |
|                 | D. Bell         | Onyx                         |     |     |     |     |     |     |     |     |     |     | 9  | 0      |
|                 | B. Jans         | Swiss Automobil Racing Club  | DNF | 11  |     |     |     |     |     |     |     |     |    | 0      |
| BS Fabrications | B. Jans         |                              |     |     |     |     | DNF | 10  |     |     |     |     | 0  |        |
|                 | S. Livio        | Team Merzario                | 10  | 13  | 12  | DNF | 13  | DNF |     | 11  |     |     |    | 0      |
| AGS             | S. Livio        |                              |     |     |     |     |     |     | 11  |     |     |     | 0  |        |
|                 | A. Bertuzzi     | Team Merzario                | DNF | 12  | DNS |     |     |     |     |     |     |     |    | 0      |
|                 | U. Wagenhäuser  | Sachs Sporting               |     |     |     |     |     |     | 12  |     |     |     |    | 0      |
|                 | R. Biland       | Swiss Automobil Racing Club  | DNF | DNF |     |     |     |     |     |     |     |     |    | 0      |
|                 | J. Gartner      | Emco Sports                  | DNF | DNF |     |     |     |     |     |     |     |     |    | 0      |
|                 | W. Pedrazza     | Pedrazza Motorsport          |     | DNQ |     |     |     |     | DNF |     |     |     |    | 0      |
|                 | G. Bollinger    | Pedrazza Motorsport          |     |     |     |     |     |     | DNF |     |     |     |    | 0      |
|                 | B. Gabbiani     | Onyx                         |     |     |     |     |     |     |     |     | DNF |     |    | 0      |
|                 | M. Anspann      | Manfred Anspann              |     | DNQ |     |     |     |     |     |     |     |     |    | 0      |